# Mewo Dotan
Mewo Dotan (hebr. ‏מְבוֹא דּוֹתָן‎) – wieś położona w samorządzie regionu Szomeron, w Dystrykcie Judei i Samarii, w Izraelu.
Leży w północno-zachodniej części Samarii, w otoczeniu terytoriów Autonomii Palestyńskiej.

## Historia
Osada została założona w 1977.